# Barca auxiliar

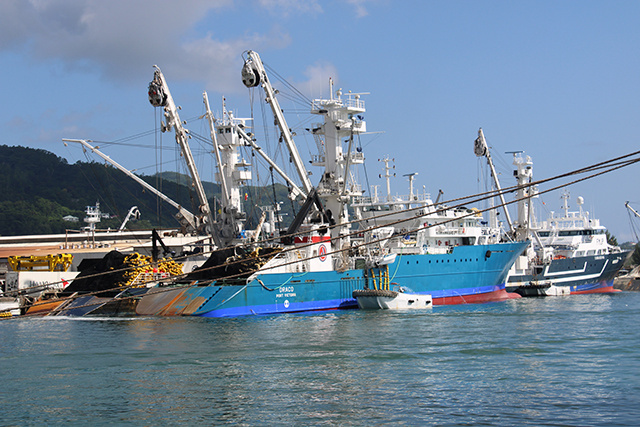
Barca auxiliar (en blanco) arrimada al barco atunero principal en las islas Seychelles.

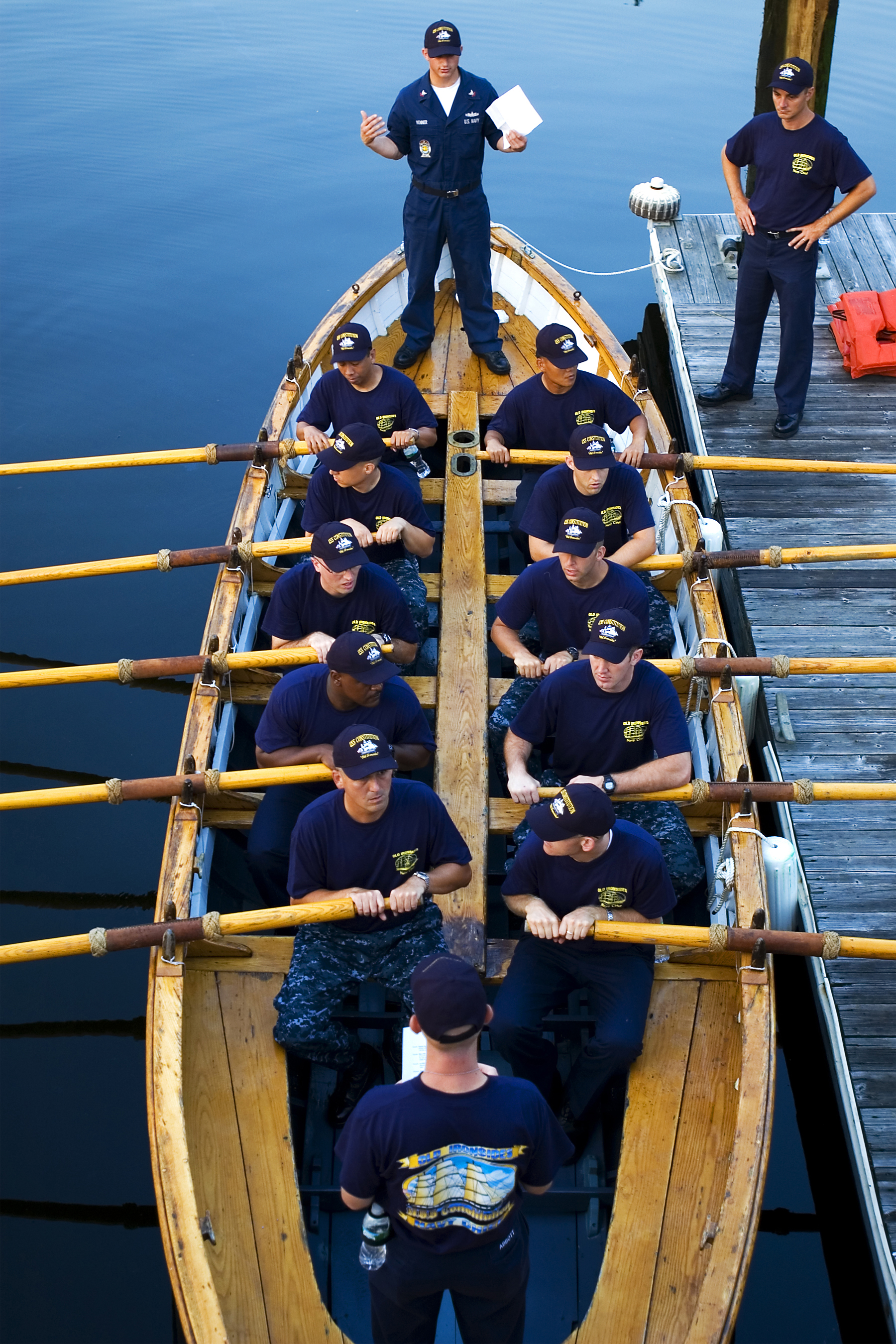
Práctica de técnicas tradicionales con una ballenera del barco USS Constitution.

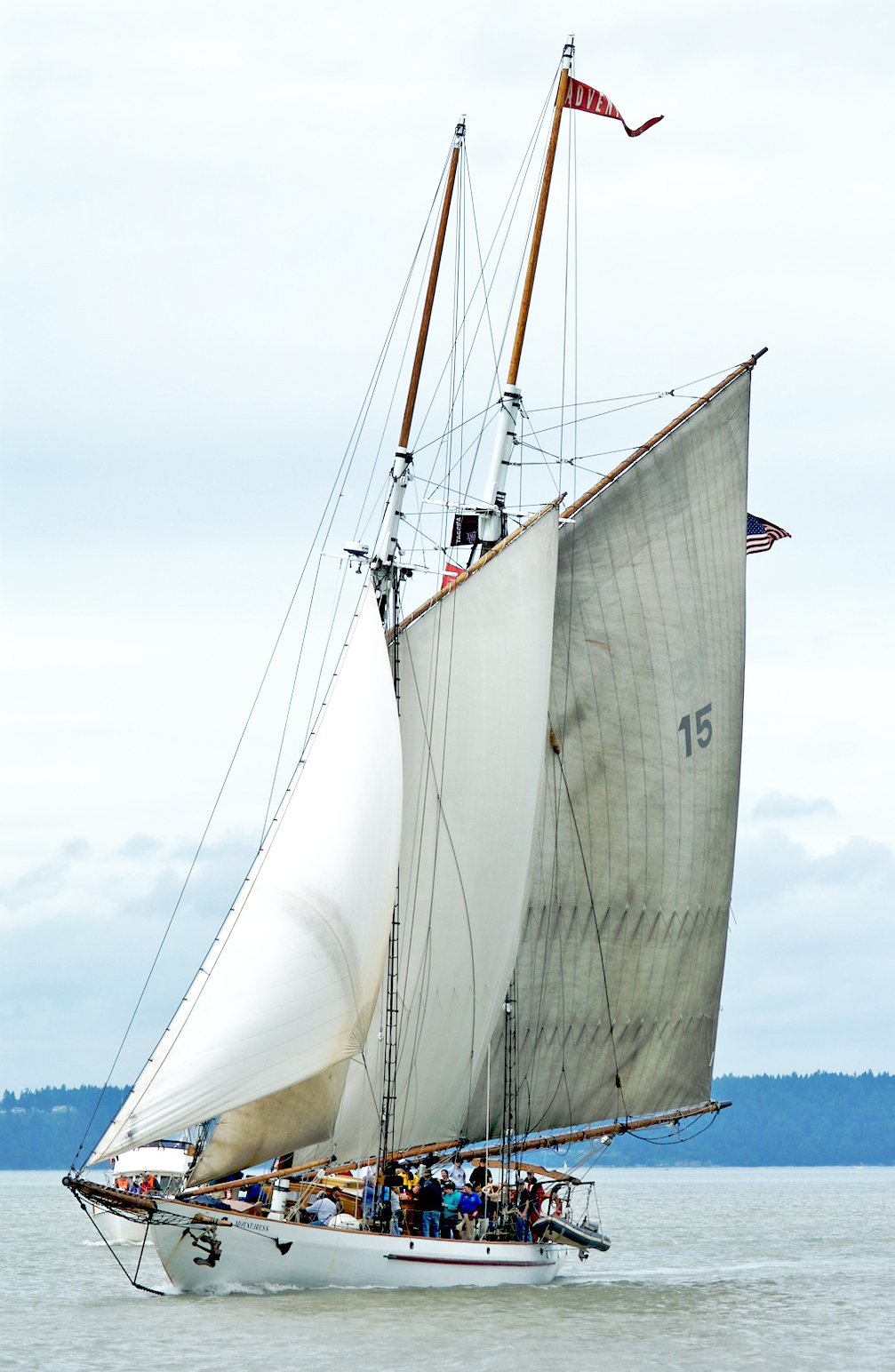
Goleta Adventuress amurada a estribor. Puede verse un bote hinchable colgado de los pescantes.

Una barca auxiliar es una embarcación menor, adjunta a un barco de cierta importancia, que se emplea para operaciones complementarias de transporte de personas o mercancías o para maniobras fundamentales en la navegación. Las barcas auxiliares tradicionales podían desplazarse con remos, a vela y, posteriormente, en la época de vapor a máquina, tanto de una manera como mezcla de cualquiera de las tres posibilidades. Las barcas auxiliares modernas actuales en general son a motor en cualquier formato existente (intraborda, extraborda, eléctrico, de combustión interna, etc), aunque sigue habiendo barcas a remos, como es el caso de los chinchorros.
En muchos casos la barca auxiliar, fuera de un accesorio, es una parte fundamental del barco principal, como por ejemplo en los buques atuneros cerqueros, que son utilizadas para llevar y maniobrar la red por popa mientras el atunero arria la red avante toda. 

## Dimensiones
Las dimensiones de las barcas auxiliares de los barcos oscilan entre los botes individuales muy pequeños (menos de dos metros de eslora) y las lanchas de muchos remeros con una superficie vélica importante y dimensiones considerables.
- El navegante solitario Alain Gerbault usaba un bote de lona plegable Berthon de 1,80 metros (una vez desplegado).[1]

## Funciones

### Cargar y descargar personas
En barcos anclados a cierta distancia de la costa las barcas permiten embarcar y desembarcar personas con cierta seguridad y comodidad. También son útiles para trasladar personas entre barcos.

### Cargar y descargar mercancías
Agua potable, víveres, leña, mercancías, armas, pólvora pueden transportarse entre el barco y la costa.

### Maniobras
- Anclar y levar anclas
- Sondar costas desconocidas
- Explorar

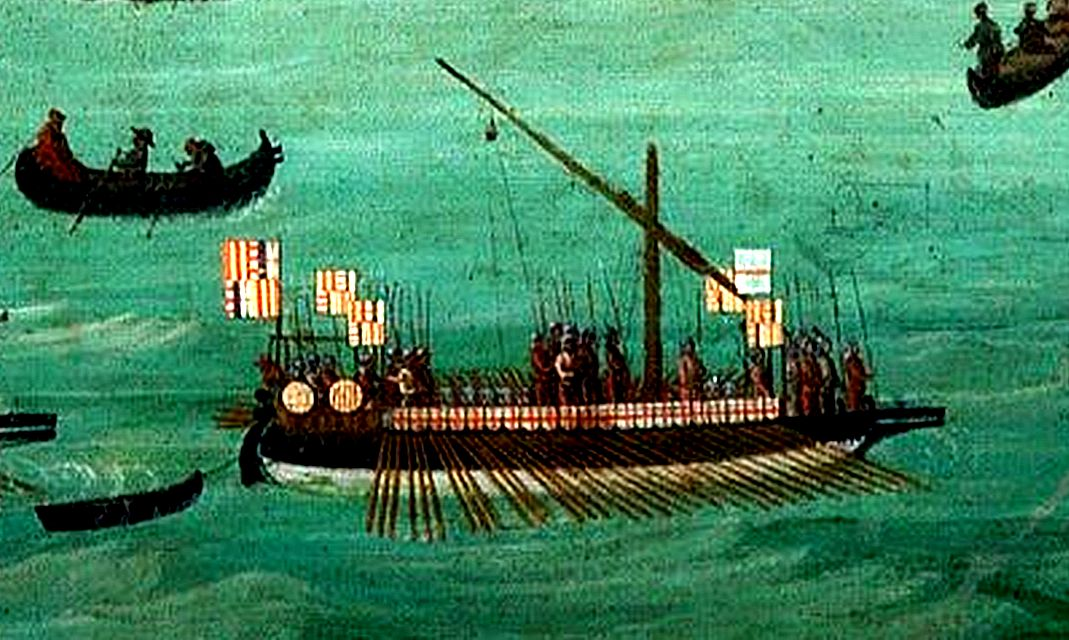
Galera catalana del almirante Galceran de Requesens y Joan de Soler. Puede verse que remolca su barca de panescalmo.

- Remolcar o ayudar a la maniobra del barco principal
- Barcas auxiliares de pesca
- Atacar y defenderse de otros barcos
- Salvamento
  - Rescatar a un hombre en el agua
  - Abandonar el barco en caso de peligro

## Terminología
Las barcas auxiliares han sido designadas con varios nombres, de forma genérica o basándose en el tipo de embarcación: “scapha” (plural “scaphae”, en latín), gróndolas, esquifes, barcas de panescalmo, lanchas, balleneras, “ long boats”, “captain's gigs”. . .

### Terminología británica

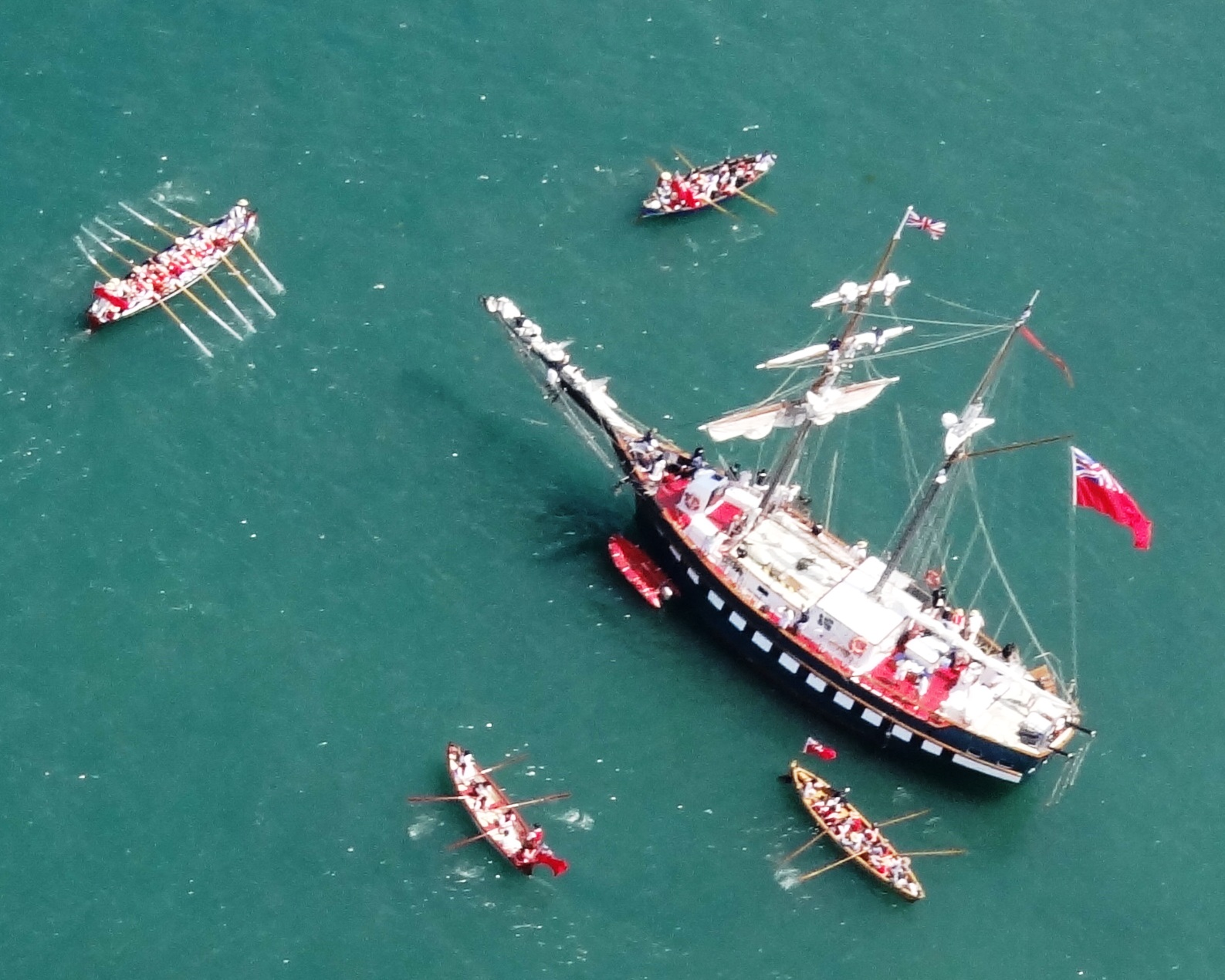
Vista aérea del bergantín-goleta canadiense Fair-Jeanne (110 pies de eslora) y unas cuantas barcas auxiliares en la recreación de hechos de la guerra de 1812.

- Admiral's barge
- Captain's gig
- Cutter
- Dinghy
- Jolly boat[5]
- Longboat
- Pinnace,
- Yawl

## Historia
Las barcas de servicio de un barco están documentadas desde la antigüedad. Su importancia capital pasa a menudo desapercibida junto a otras acciones de la crónica principal. A continuación se exponen algunos ejemplos del uso de las barcas auxiliares.

## Roma clásica

### De bello gallico
Quod quum animum advertisset Cæsar, scaphas longarum navium, item speculatoria navigia militibus compleri iussit : et, quos laborantes conspexerat, iis subsidia sum mittebat.

Apercibiéndose César del desorden ordenó que los esquifs de las naves y los barcos exploradores embarcaran soldados para ir a socorrer a lo más necesitados
De bello gallico. Juli Cèsar. IV, 24-26.

### Liburnas
Las liburnas empezaron su historia como barcos de piratas. Cada liburna iba acompañada de un barca de panescalmo (con muchos remos y muy veloz) para ir al descubrimiento de posibles presas o enemigos poderosos.

#### Las liburnas descritas porVegecio
En una traducción al castellano de Flavius Renatus Vegetius se puede leer una descripción de las liburnas piratas con muchos detalles interesantes. Pueden destacarse, entre otras, las siguientes:
- la costumbre de ir completamente camufladas (naves, velas y tripulantes) con una pintura de color “verde terroso”
- el uso de barcas auxiliares de muchos remos (falúas) en la traducción castellana ; que en catalán clásico sería una barca de panescalmo ) para ir de exploración avanzada.

### Naufragio de Pablo de Tarso
Los barcos mercantes romanos (navis onerariae) disponían una barca auxiliar. En la narración de Pau, una barca auxiliar iba embarcada en la nave.
- En los Hechos de los apóstoles se puede leer el naufragio de San Pablo, que viajaba en una nave mercante romana cargada de trigo.[11] El viaje empezó mal. La nave zarpó de Laloí Limenes -Bells Ports- (cerca de Lasea) en una época peligrosa (pasado el “ayuno”, día de la Expiación judía o Yom Kippur, entre septiembre y octubre) contra el consejo de Pau, ya que el centurión que mandaba hizo más caso del pelotón y del patrón. Pronto les sorprendió un viento, de un viento llamado euroaquilón. Izaron el bote que llevaban a remolque apenas y cintaron la nave con cables . . . Al cabo de catorce noches de ir a la deriva encallaron la nave en un arenal y con muchas dificultades llegaron a la playa. Era la isla de Malta.[12]

## Vikingos
En la Saga de Eric el Rojo, capítulo XIII, la muerte de Bjarni Grimolsson va relacionada con la barca auxiliar de su nave.

## Barca catalanescha (1241)
En un contrato de flete de dos galeras de Montpellier se mencionan dos barcas catalanas (barchis catalaneschis) como barcas auxiliares de las galeras.

## Nave “Le Paradis” (1268)
En el contrato para fletar la nave “Le Paradis” (entre los enviados por el rey Luis IX de Francia y Piero de Oria) constaban algunas barcas auxiliares:
- barcham unam canterii
- barchas duas de parascalmo
- gondolam unam[15]

## Libro del Consulado de Mar
En esta obra se habla de “la barca de la nave” de forma natural, indicando (de forma implícita) que la barca auxiliar era un elemento más del barco.
En un apartado dedicado a las multas a los tripulantes (marineros, ballesteros o serviciales) que desembarquen del barco sin permiso se especifica una multa de 10 sueldos si la barca utilizada es barca de panescalmo (la barca de panescalmo del barco) y 5 sueldos si se trata de otra barca del barco.

## Graciano Amat (c 1465)
En el contrato de construcción de una calavera en Barcelona para Gracià Amat, se especifica que los maestros de ribera deben entregar una barca auxiliar, un esquif (escrito squiff en el documento), como parte del barco incluida en el conjunto de piezas fundamentales.

## La nao deCristóbal Colón
Según algunos estudios, la nave Santa María tenía dos barcas de servicio.  La mayor (llamada “batel” en los documentos) tenía 20 pies de eslora, 9 de manga y 1,5 de puntal. Disponía de siete bancos para 14 remeros. La otra barca (llamada chalupa) tenía una eslora de 20 pies. Los estudios indicados no detallan las fuentes originales.
- Sobre el atasco y pérdida posterior de la nave existe una descripción del accidente y de las medidas previstas para intentar salvar la nave.  La narración indica que la barca iba a remolque y que Colón quería echar un ancla por popa (la nave atascó de proa) – empleando la barca – y hacer fuerza con una gúmena atada al ancla y el argue de la nave, para tratar de desencallar el barco.[20]
  - Un esmerado estudio del accidente permite explicar el estado de la marea y el nivel del agua.

## La muerte de Hug de Montcada i Gralla
Las referencias a este hecho son numerosas y no siempre coincidentes.
En la confusión provocada por los brulotes, un abordaje inutilizó el timón de San Lorenzo. La maniobra con los remos no resultaba lo suficientemente ágil para combatir contra la marajas y la acometida de los enemigos (del Ark Royal en particular). Hug de Montcada decidió irse a refugiar en el puerto de Calais (bajo control francés y, en teoría, neutral). No lo logró. Progresando con la vela de trinquete y los remos, la galiaza trató de entrar en el puerto de Calais pero embarrancó cerca de la playa. Quedando medio tumbada de lado. Los soldados (probablemente aterrorizados por la tormenta y el incidente) desertaron la nave, saltando al agua. Mucho se ahogaron. Sólo unos pocos fieles permanecieron a bordo.
Los ingleses enviaron varios botes con soldados para apoderarse de la galiaza. Finalmente Howard envió un refuerzo con la barca de panescalmo del Ark Royal y pudieron reducir los últimos resistentes. Hugo de Montcada fue abatido con un disparo de arcabuz en la cabeza y también murieron Joan Setantí y otros catalanes defensores.

## Isla de Xàtiva
La expedición de los hermanos Nodal  y Diego Ramírez de Arellano se hizo con dos carabelas de 80 toneladas y dos barcas auxiliares (llamadas chalupas). Muchos trabajos de sondar fondos habrían sido imposibles sin las barcas. Además de los trabajos de exploración, las barcas se utilizaron para hacer agua y leña.

## Lancha delpaqueboteSan Carlos(1769)
En la expedición a California las botas de agua potable tenían un escape importante y hubo que ir a tierra con la barca auxiliar del barco. El responsable de aquella aguada fue el teniente Pere Fages.

## El motín de laBounty

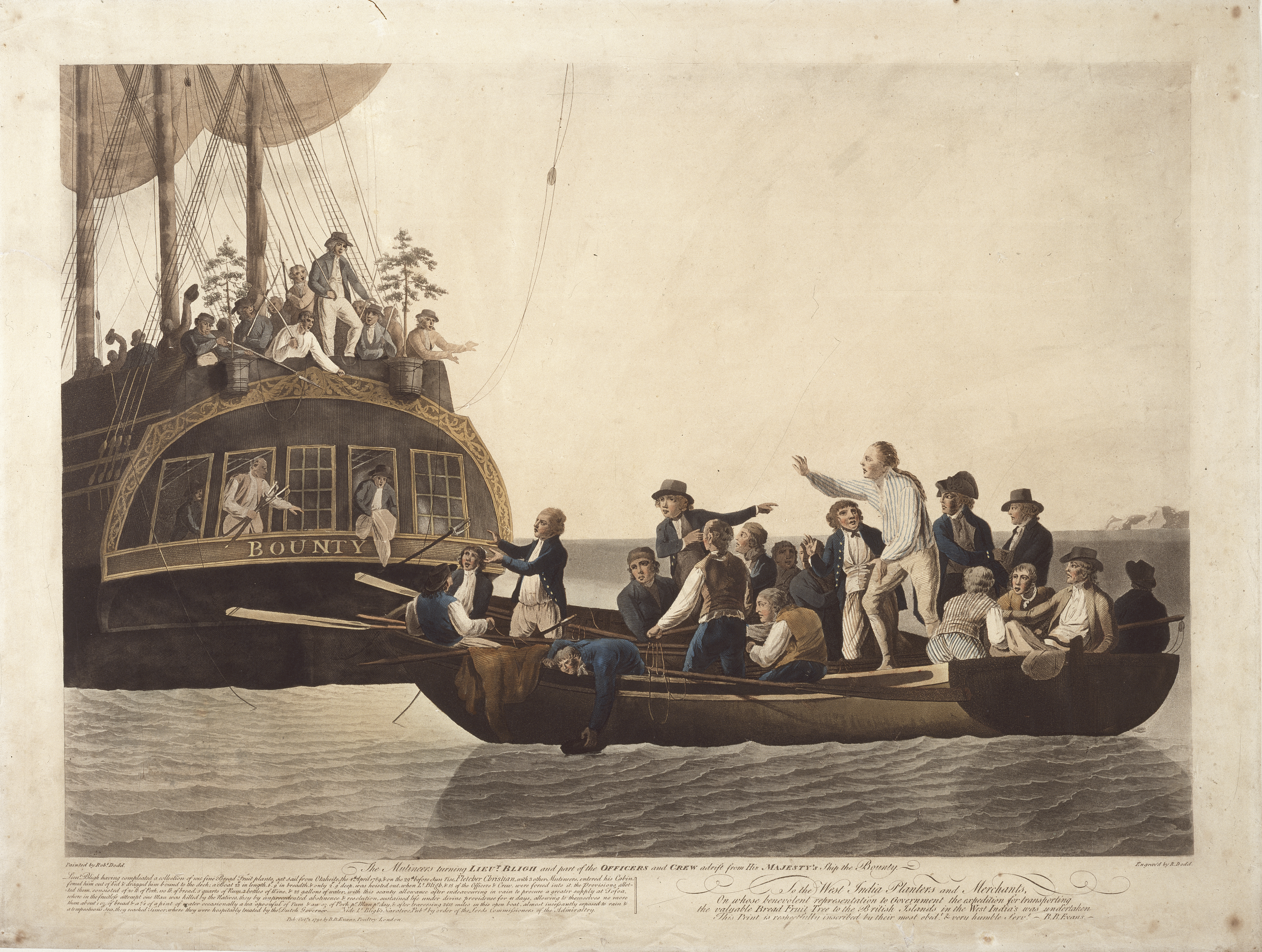
Los amotinados abandonan al capitán y a 18 marineros en una barca auxiliar.

El capitán William Bligh y 18 tripulantes fueron obligados a embarcarse en la barca auxiliar de la fragata amotinada. Barca sin cubierta de 23 pies (unos 7 metros) de eslora.

## Islote deRockall(1811)

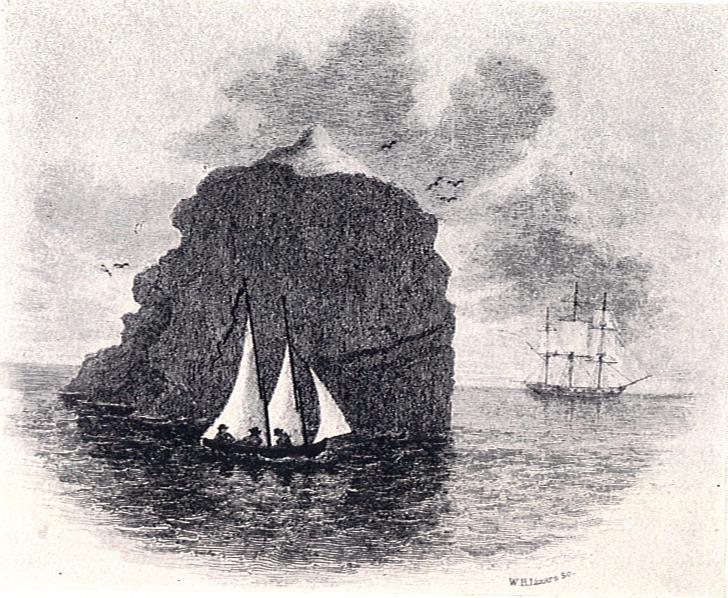
Basil Hall desembarcando en el islote de Rockall con una de las lanchas de la fragata HMS Endymion, representada al fondo.

La isla de Rockall fue pisada por primera vez en 1811. La narración del hecho describe las anécdotas de navegación asociadas: corrientes, niebla, fragata y lancha extraviadas...

## El esquife de Joshua Slocum

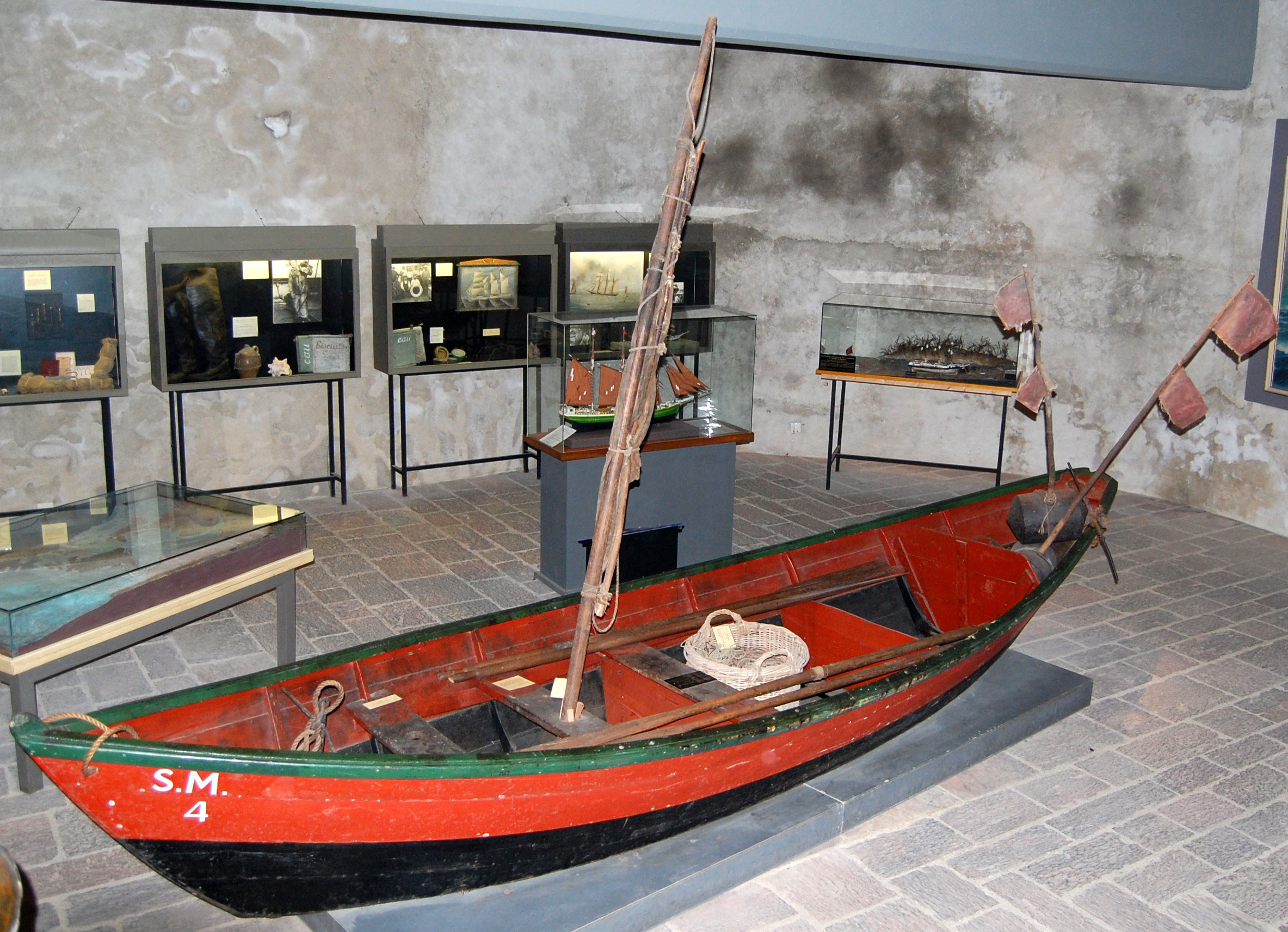
Dory de pesca en un museo de Saint Malo.

El capitán Slocum cortó un dory por la mitad e hizo dos barquitas tapando la popa con dos espejos de popa de madera. Como barca auxiliar de su yate (Spray) llevaba una de estas barquitas, un medio dory, fácil de izar y amarrar. Según aquel navegante, su esquife servía de bañera y lavadero para lavar la ropa.

## Capitanes Intrépidos
Esta película describe bastante bien la vida a bordo de una goleta dedicada a la pesca del bacalao. La jornada de los pescadores se realizaba a bordo de una pequeña barca de remos: el dory . Cada pescador en una barquita lejos del barco nodriza. Una goleta transportaba entre doce y veinte dorys apilados.

## Expedición Endurance(1914-1917)

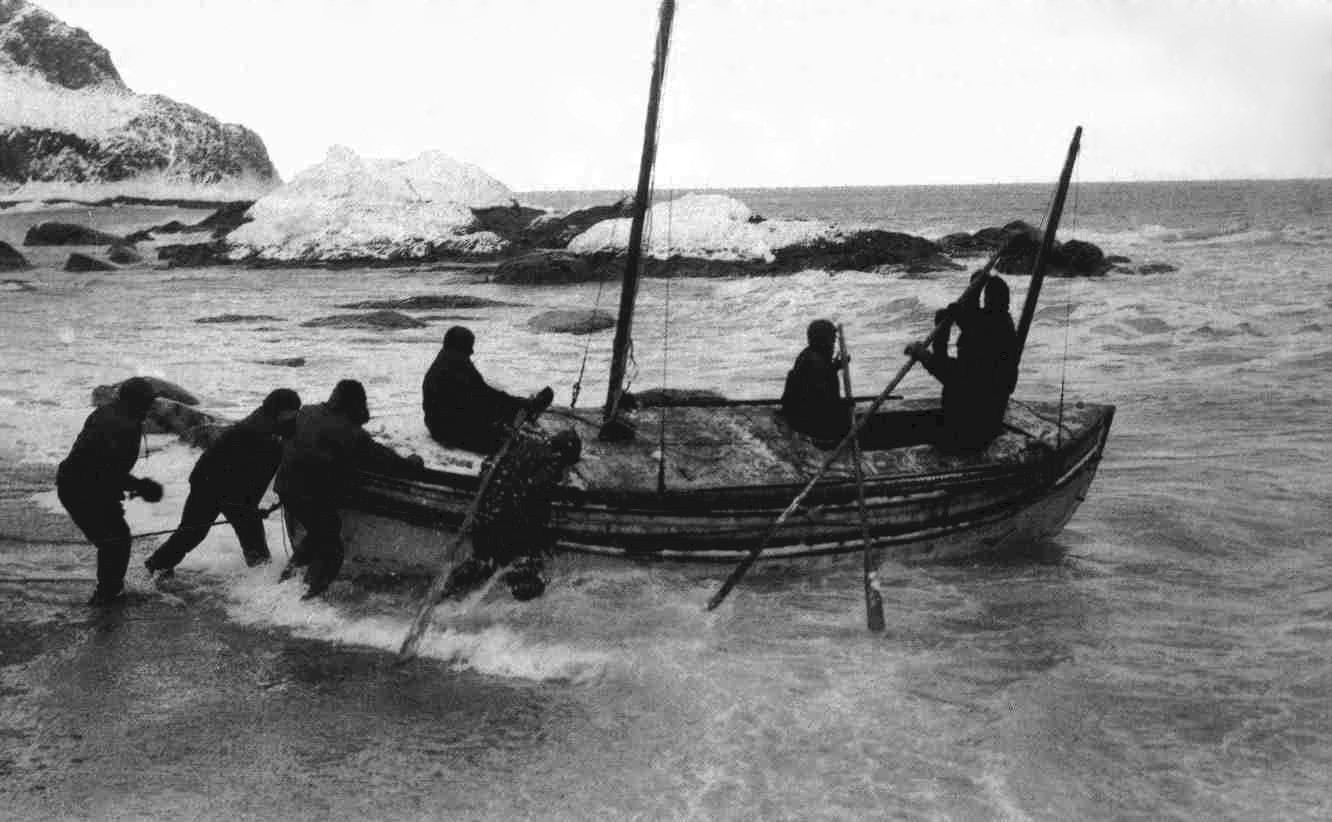
Salida de la chalupa James Caird desde la costa de la isla Elephant, el 24 de abril de 1916.

Después de que el Endurance se hundiese, la tripulación del mar de Weddell esmeró algunos meses acampados en el hielo antes de marcharse hacia la isla Elephant con los tres botes "salvavidas" rescatados del barco: James Caird, Dudley Docker y Stancomb Wills . De hecho, se trataba de las tres barcas auxiliares, reforzadas y modificadas sobre la marcha.